# Schweinchen Wilbur und seine Freunde (Computerspiel)
Schweinchen Wilbur und seine Freunde ist eine Videospieladaption des gleichnamigen Spielfilms aus dem Jahr 2006, das von Backbone Entertainment, Sega und Atomic Planet Entertainment entwickelt und von Sega und Blast! Entertainment Ltd. veröffentlicht wurde. Das Spiel wurde 2006 für Windows, Game Boy Advance und Nintendo DS veröffentlicht und am 5. April 2007 in Europa für PlayStation 2 veröffentlicht.
Schweinchen Wilbur und seine Freunde – Entdecke den Bauernhof ist der Titel der Windows-Version, diese verfügt über neun Minispiele, die auf den Charakteren des Films basieren. Das Spiel wurde für jüngere Spieler im Alter von 4–7 Jahren entwickelt.
Die Game-Boy-Advance-Version und die Nintendo-DS-Version verfügen über mehrere Minispiele.

## Rezeption
Metacritic aggregierte für die Nintendo-DS-Version des Spiels eine Wertung von 60 Punkten.
IGN bewertete es mit 6,5 Punkten.